# Euphyllodromia atropos
Euphyllodromia atropos es una especie de cucaracha del género Euphyllodromia, familia Ectobiidae.

## Distribución
Esta especie se encuentra en Guyana y Surinam.